# Лоар 45
Лоар 45 (фр. Loire 45) је француски ловачки авион. Авион је први пут полетео 1933. године. 

Највећа брзина авиона при хоризонталном лету је износила 370 km/h.
Распон крила авиона је био 11,9 метара, а дужина трупа 7,48 метара. Празан авион је имао масу од 1340 килограма. Нормална полетна маса износила је око 1785 килограма.

## Наоружање
| Наоружање авиона: Лоар 45      |    |
| Ватрено (стрељачко) наоружање  |    |
| Топ                            |    |
| Број и ознака топа             | 2  |
| Калибар                        | 20 |
| Митраљез                       |    |
| Бомбардерско наоружање (бомбе) |    |
| Ракетно наоружање (ракете)     |    |